# Yekaterina Stratieva
Yekaterina Stratieva (en búlgaro: Екатерина Стратиева) (5 de octubre de 1982) es una piloto de rallies búlgara, graduada en diseño gráfico por la Academia de Arte de Sofía.
En el Rally de Bulgaria de 2012 fue premiada con la tercera edición del Trofeo Richard Burns, otorgado por la fundación del mismo nombre (Richard Burns Foundation, en inglés) en memoria del campeón del mundo Richard Burns (las dos primeras ediciones fueron entregadas a Michele Tassone y Hermann Gassner). Stratatieva terminó la temporada 2012 ocupando el primer lugar del Ranking Mundial de Mujeres Pilotos de Rally (Women World Rally Ranking), elaborado por la Asociación Internacional de Pilotos de Rally (International Rally Drivers Association, IRDA).

## Trayectoria
Stratieva mostró gusto por los rallies desde su infancia, cuando acompañaba a su padre a presenciar algunas pruebas. Sin embargo, su participación formal comenzó hasta la edad de 21 años, a bordo de un Suzuki Swift. Inició su participación en automovilismo en competencias de circuito y también de subidas de montaña (hillclimb), especialidad donde alcanzó el campeonato búlgaro en dos ocasiones.
Desde 2006 ha participado en el Campeonato Búlgaro de Rally, aunque también ha tomado parte en el Intercontinental Rally Challenge y en el Campeonato de Europa de Rally.

## Resultados

### Campeonato Búlgaro de Rally
Fuentes: eWRC y Federación Búlgara de Automovilismo Deportivo
| Año  | Equipo               | Vehículo         | 1        | 2        | 3        | 4       | 5       | 6       | 7      | 8      | 9       | Pos. final |
| ---- | -------------------- | ---------------- | -------- | -------- | -------- | ------- | ------- | ------- | ------ | ------ | ------- | ---------- |
| 2006 | Astra Racing         | Citroën Saxo VTS | BUL 22.º | HEB 26.º | SLI 34.º | YUR Ret |         |         |        |        |         |            |
| 2007 | Astra Racing         | Citroën Saxo VTS | SST      | TYV 15   | BUL 18   | VID     | HEB 15  | SLI 6   | YUR 8  | TVA 11 | SAT Ret | 21.º       |
| 2008 | Astra Racing         | Citroën Saxo VTS | VID 12   | HEB Ret  | SOF 6    | BUL 12  | SLI Ret | YUR Ret | TVA 10 |        |         |            |
| 2009 | Astra Racing         | Citroën Saxo VTS | TYV 12   | VID 12   | STA 17   | BUL 11  | HEB 12  | SER 7   | TVA 10 |        |         |            |
| 2010 | Astra Racing         | Citroën Saxo VTS | SER Ret  | SLI Ret  | TVA 8    | HEB 4   |         |         |        |        |         |            |
| 2011 | Stratieva / Prestige | Citroën Saxo VTS | SER 5    | TVA 6    |          |         |         |         |        |        |         |            |
| 2012 | Prestige             | Citroën Saxo VTS | SGO 9    | BUL 6    | SLI 7    |         |         |         |        |        |         | 9.º        |

### Campeonato de Europa de Rally
Fuente: eWRC
| Año  | Equipo       | Vehículo         | 1       | 2      | 3       | 4       | Pos. final |
| ---- | ------------ | ---------------- | ------- | ------ | ------- | ------- | ---------- |
| 2006 | Astra Racing | Citroën Saxo VTS | BUL 25. |        |         |         |            |
| 2012 | Prestige     | Citroën Saxo VTS | CRO 13. | BUL 8. | RZL Ret | VAL Ret | 6.º        |

#### Campeonato de Europa de Rally: Copa Este
Fuente: eWRC
| Año  | Equipo               | Vehículo         | 1       | 2       | 3       | 4       | Pos. final |
| ---- | -------------------- | ---------------- | ------- | ------- | ------- | ------- | ---------- |
| 2006 | Astra Racing         | Citroën Saxo VTS | HEB 26. | SLI 34. | YUR Ret |         |            |
| 2007 | Astra Racing         | Citroën Saxo VTS | HEB 16. | SLI 17. | YUR 13. |         |            |
| 2008 | Astra Racing         | Citroën Saxo VTS | HEB Ret | SOF 6   | SLI Ret | YUR Ret |            |
| 2009 | Astra Racing         | Citroën Saxo VTS | HEB 12  | SER 10  |         |         |            |
| 2010 | Astra Racing         | Citroën Saxo VTS | SLI Ret | HEB 4   |         |         |            |
| 2011 | Stratieva / Prestige | Citroën Saxo VTS | YAL 4   | SER 11  |         |         |            |
| 2012 | Prestige             | Citroën Saxo VTS | SGO 9   | YAL 8   | SLI 7   |         | 20.º       |

### Intercontinental Rally Challenge
Fuente: eWRC
| Año  | Equipo    | Vehículo         | 1      | 2      | 3       | Pos. final |
| ---- | --------- | ---------------- | ------ | ------ | ------- | ---------- |
| 2011 | Stratieva | Citroën Saxo VTS | YAL 17 | RZL 70 |         |            |
| 2012 | Prestige  | Citroën Saxo VTS | CAN 18 | YPR 39 | RZL Ret | (16. 2WD)  |